# Lutkevichinella
Lutkevichinella is een geslacht van uitgestorven kreeftachtigen uit de klasse van de Ostracoda (mosselkreeftjes).

## Soorten
- Lutkevichinella brotzenorum (Sohn, 1968) Wienholz & Kozur, 1970 †
- Lutkevichinella bruttanae Schneider, 1956 †
- Lutkevichinella egeleri Kozur, 1974 †
- Lutkevichinella hortonae Ainsworth, 1989 †
- Lutkevichinella simplex Kozur, 1968 †